# Ваља Штефанулуј (Бузау)
Ваља Штефанулуј (рум. Valea Ștefanului) насеље је у Румунији у округу Бузау у општини Одаиле. Oпштина се налази на надморској висини од 302 m.

## Становништво
Према подацима из 2002. године у насељу је живело 45 становника, од којих су сви румунске националности.